# Marja Brouwers
Marja Brouwers (Bergen op Zoom, 28 juli 1948) is een Nederlandse schrijfster. Zij studeerde Engelse taal- en letterkunde aan de Universiteit van Amsterdam met algemene taalwetenschap en filosofie als bijvakken. Zij was onder meer lerares Engels aan het Goois Lyceum te Bussum en schreef kritieken en beschouwingen voor verschillende kranten en tijdschriften. Haar werk wordt uitgegeven door De Bezige Bij.
Haar eerste roman Havinck (1984) was een groot succes en werd in 1987 verfilmd door Frans Weisz naar een scenario van Ger Thijs, met in de hoofdrollen Willem Nijholt als Robert Havinck en Will van Kralingen als Lydia. De Lichtjager werd genomineerd voor de Europese Literatuurprijs. Casino werd genomineerd voor de Libris Literatuur Prijs, de Literatuurprijs Gerard Walschap en de Anna Bijnsprijs.
Marja Brouwers woont en werkt in Amsterdam. Ze was getrouwd met de uit Chicago afkomstige hoogleraar August Fry (1930-1992), die ze leerde kennen toen hij co-referent was bij haar afstudeerscriptie over Samuel Beckett. In 1987-1988 was zij gastdocent aan de Universiteit van Minnesota in Minneapolis.
Een terugkerend thema in haar werk is het ontbreken van een moreel kompas. Altijd trekken haar verhalen de contouren rond een leegte die onbenoemd blijft. Haar stijl wordt gekenmerkt door afstandelijkheid, ironie en een nauwkeurige aandacht voor de sociale omgeving waarin haar personages zich bewegen. Locaties krijgen ondanks de realistische beschrijving vaak een symbolische lading. Haar personages zijn complexe karakters waar het universeel menselijke in te herkennen is zonder dat er ook werkelijk bestaande personen in te herkennen zijn.
In het radioprogramma Opium (AVRO, 6 maart 2004), waar haar werd gevraagd of het karakter van Philip van Heemskerk in Casino gebaseerd was op de drugsbaron Klaas Bruinsma, zei ze hier zelf over: "Als dat Klaas Bruinsma is, dan heb ik hem aanzienlijk verbeterd."
Over Casino raakte de Nederlandse pers fel verdeeld in voor- en tegenstanders. Sommigen noemden de roman een meesterwerk, anderen zagen er niets in dan een kritisch tijdsdocument vol overbodige filosofische uitweidingen. Eerder had de kritiek Marja Brouwers verweten dat haar personages nooit aardige mensen zijn. Zelf noemt zij haar boeken komedies, eigentijdse metamorfosen van thema's uit La Divina Commedia van Dante.
In de serie "Het idee van je leven" hield zij een lezing in De Balie (15 september 2004), waarin ze het realisme van haar romans afzette tegen de 'imagologie' van de buitenwereld, die valse beelden creëert op basis van emotionele behoeften of uit politieke overwegingen.
Essays, lezingen en artikelen van Marja Brouwers verschenen in Vrij Nederland, Haagse Post, HP de Tijd, De Revisor, De Gids, Raster, De Groene Amsterdammer en NRC Handelsblad.